# Paweł Iwiński
Paweł Iwiński (ur. 28 czerwca 1949), polski lekkoatleta - tyczkarz.
Czołowy polski tyczkarz lat 70., reprezentant klubu Budowlani Bydgoszcz. Rekord życiowy, będący zarazem ówczesnym rekordem Polski - 5.33 (1973). Zdobywca 5 medali, (w tym 2 złotych) w międzynarodowych mistrzostwach weteranów.